# Parafia Wniebowzięcia Najświętszej Maryi Panny w Mickunach
Parafia Wniebowzięcia Najświętszej Maryi Panny w Mickunach (lt. Švč. M. Marijos Ėmimo į dangų parapija) – parafia rzymskokatolicka administracyjnie należąca do dekanatu nowowilejskiego archidiecezji wileńskiej. 